# پاپی (جبراییل)
پاپی (ترکی آذربایجانی: Papı) یک منطقهٔ مسکونی در جمهوری آرتساخ است که در استان هادروت واقع شده‌است.